# Jan Bártů
Jan Bártů (16. ledna 1955, Praha) je český moderní pětibojař, reprezentant Československa, olympionik, který získal stříbrnou a bronzovou medaili z olympijských her.
V Montrealu 1976 získal bronz z individuálního závodu a navíc stříbro v soutěži družstev, společně s Jiřím Adamem a Bohumilem Starnovským. Na LOH 1980 skončil individuálně na 16. místě a v soutěži družstev na 6. místě. Od roku 1998 pracuje jako ústřední trenér britského moderního pětiboje.

## LOH 1976
- Konečné 3. místo za 5466 bodů (jezdectví 1100 - šerm 976 - střelba 1044 - plavání 1184 - běh 1162)